# Noble Township (Missouri)
Noble Township est un ancien township, situé dans le comté d'Ozark, dans le Missouri, aux États-Unis,.